# Aplicación colineal
En la teoría de coálgebra, la noción de aplicación colineal es dual a la noción de aplicación lineal de un espacio vectorial, o más en general, para el morfismo aplicable al módulo de los vectores. Específicamente, siendo R un anillo; M, N, C módulos, y
{\displaystyle \rho _{M}:M\rightarrow M\otimes C,\rho _{N}:N\rightarrow N\otimes C}
aplica la razón C-comódulo. Entonces, una aplicación lineal {\displaystyle f:M\rightarrow N} se denomina morfismo de comódulo (recto), o (recto) C-colineal, si
{\displaystyle \rho _{N}\circ f=(f\otimes 1)\circ \rho _{M}}